# Вулиця Верхня Берегова (Хмельницький)
Вулиця Верхня Берегова — вулиця в Хмельницькому, у прибережній частині мікрорайону Заріччя, який до 1946 р. був приміським селом.

## Історія
Вулиця сформувалася ще за часів існування села, протягнулась вздовж лівого берега Південного Бугу північніше вулиці Нижньої Берегової — звідси й походить назва, яка з'явилась від перших років виникнення вулиці.

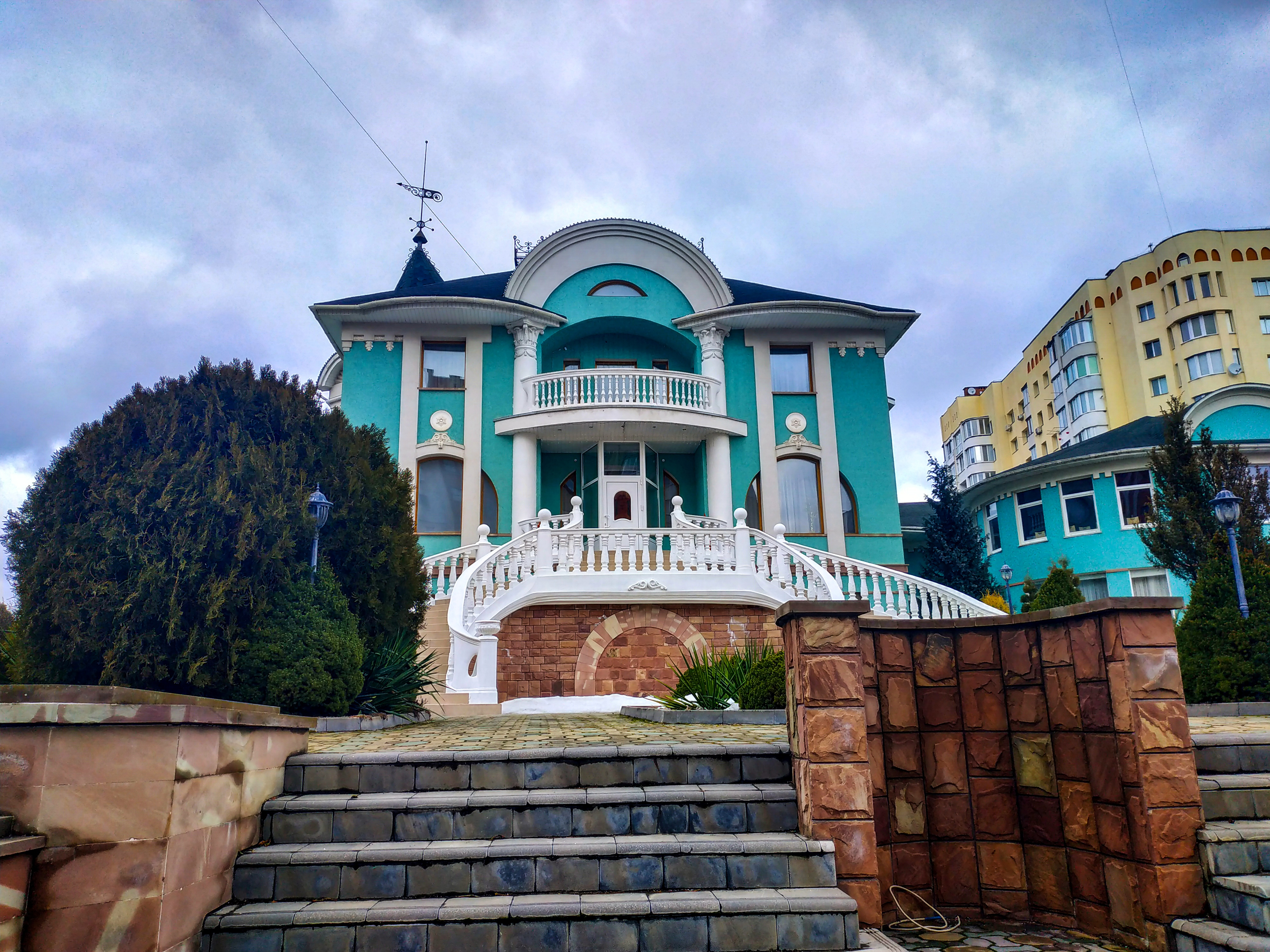
Ресторан «Панський маєток»